# 金斯布里奇
金斯布里奇（Kingsbridge）是英格蘭德文郡的一個城鎮，也是一個旅遊業中心。據2011年人口普查，金斯布里奇有人口6,116人。金斯布里奇保留有許多18和19世紀的建築。